# Gymnobelideus leadbeateri
Il possum di Leadbeater (Gymnobelideus leadbeateri McCoy, 1867), unica specie del genere Gymnobelideus McCoy, 1867, è un mammifero della famiglia dei Petauridi.

## Descrizione
Il possum di Leadbeater appartiene alla famiglia dei Petauridi (marsupiali volanti), che hanno sviluppato uno stile di vita simile agli scoiattoli volanti. Invece di salire e scendere dagli alberi plana da uno all'altro usando dei lembi di carne tra le zampe anteriori e posteriori. Questa specie si differenzia dalle altre perché non ha una membrana di pelle che gli permetta di volare. Ha invece una lunga e folta coda, grossi occhi e orecchie, e una spessa e morbida pelliccia. Il suo mantello marrone-grigiastro ha una striscia scura lungo tutto il dorso fino alla testa. Presenta anche delle chiazze scure attorno alle orecchie e agli occhi e la sua coda a forma di mazza è più ampia in punta rispetto alla base. Misura 150–170 mm di lunghezza ed ha una coda di 150–180 mm; pesa 110-165 g.

## Distribuzione e habitat
Il possum di Leadbeater ha precise esigenze in merito al suo habitat. Può sopravvivere solo nelle foreste di frassini rigenerate o di età mista in cui vi sono specie di eucalipto e vecchi frassini di montagna cavi.
Si credeva fosse estinto in seguito ai disastrosi incendi del 1939, ma ne sono stati trovati esemplari nel 1961 a Marysville vicino a Melbourne. Oggi sappiamo che vive in un territorio di 3500 km² nella zona ovest delle Central Highlands a Victoria, a una altezza di 500–1500 m, mentre un altro piccolo gruppo si trova a est di Melbourne.

## Biologia
Questa specie è notturna e monogama. La femmina è dominante e difende energicamente il suo territorio (1-3 ha) da altre femmine mature, persino dalle sue stesse figlie. Creano un unico nido, all'interno di una cavità di un albero, che può ospitare una colonia di due, al massimo dieci animali, tra cui la coppia, i loro piccoli e maschi adulti non imparentati.
I coinquilini condividono i lavori di pulizia e si riconoscono dall'odore. La riproduzione avviene tutto l'anno e la gestazione non dura più di 20 giorni. Dopo la nascita, il piccolo, non ancora del tutto formato, scivola all'interno del marsupio della madre dove viene protetto e nutrito col latte.
Vi rimane fino a quando è abbastanza grande da affrontare il mondo esterno. Le femmine sono svezzate a 10 mesi, mentre i maschi a 15 mesi. La dieta consiste essenzialmente in insetti e ragni che trova nei tronchi degli eucalipti.
Il possum effettua delle incisioni nel tronco dell'acacia con i suoi denti e si nutre del lattice di gomma che ne fuoriesce.

## Status e conservazione
La Zoological Society of London, in base a criteri di unicità evolutiva e di esiguità della popolazione, considera Gymnobelideus leadbeateri una delle 100 specie di mammiferi a maggiore rischio di estinzione. La popolazione attuale è stimata attorno ai 50 individui. La minaccia peggiore per questi animali è la perdita dei frassini di montagna nei quali costruisce la propria tana, dovuta agli incendi e alla deforestazione.

## Simbologia
Dal 2 marzo 1971, il possum di Leadbeater è il mammifero emblema dello Stato australiano del Victoria.